# デトロイト市交通局
デトロイト市交通局（デトロイトしこうつうきょく、Detroit Department of Transportation、略称 DDOT）は、アメリカ合衆国ミシガン州デトロイト市で路線バスを運行する交通事業者である。アメリカの公営事業者としては最古の1つである。

## 公営化以前の歴史

### デトロイト・ユナイテッド鉄道
デトロイト市交通局のバスサービスの前身である路面電車が最初に運行されたのは1863年のことで、当初は馬が牽引する馬車鉄道であった。その後、10社以上の馬車鉄道が登場し、市街の随所に線路が引かれた。1895年には全ての路線が電化され、一部の路線はアナーバー、ポンティアック、トレドなどとデトロイトを結ぶインターアーバン電気鉄道の市内乗り入れルートとして使われるようになった。1901年、市街電車網は統一され、デトロイト・ユナイテッド鉄道という会社に再編された。
デトロイト・ユナイテッド鉄道は、市街電車のみならず、デトロイトを起点とする全てのインターアーバン路線網を統合した。インターアーバン路線はオハイオ州の他社路線との直通運転も行っており、オハイオ州南部のシンシナティや東部のクリーブランドに向かう電車も市街電車路線を利用して中心街に乗り入れていた。
しかし、民間事業者による大都市の公共交通の独占には問題も多かった。運賃に関しては法令で規制も出来たが、一般にサービスの質のコントロールは難しかった。また、路線網の拡充に対して適切な投資が行えないなどの問題があった。こうした事から各地で都市交通の公営化の機運が高まったが、デトロイトは他都市に先駆けて1921年に公営の市街電車交通局を設置し、1922年にはデトロイト・ユナイテッド鉄道の市街路線の全てを買収した。
デトロイト・ユナイテッド鉄道はこの買収により、郊外、およびインターアーバン路線のみを持つ事業者となったが、高収益の市街路線を失ったために経営は悪化、1925年に倒産してしまう。この会社の路線は再編されたが、全ての路線は1932年までに廃止されている。後継会社によって設立されたバス子会社に関しては経営が続けられ、1970年代にSEMTA（後のSMART）に引き継がれている。

## 公営化以降の歴史
公営化によって生まれたデトロイト市市街電車運行局は徐々にバスサービスを行うようになった。最初のバスサービスは1925年にはじめられたものでマック・アヴェニューを通るものであった。
デトロイト市は大都市であったにもかかわらず、地下鉄や高架鉄道などの高速交通を持たなかった。1930年代には、中規模輸送用の市街電車、小規模輸送用のバスという住み分けが出来、市街電車の輸送力を増強するために3車体連接の大型車両が導入され、トロリーバスの運行も行われた。しかし、路面電車の撤去は続けられ、1956年に市街電車路線は全廃、市街電車運行局の名のもと、バス運行のみが継続されることになった。
1974年、組織はデトロイト市交通局に改組された。
1976年、交通局はワシントン通りで観光用の路面電車運行をはじめた。19世紀終わりから1920年代にかけて、車両はアメリカ国内やポルトガル、イギリス、ドイツなどで活躍した路面電車を復元したものが用いられたが、2003年に運行休止となっている。
1987年には都心部で新交通システム「ピープル・ムーバー」の運行がはじめられている。

## 現行のサービス
デトロイト市交通局のバスサービスは二種類に分けられる。1つは42路線の路線バスの運行である。このうち、8路線は24時間運行となっている。
もう1つのサービスはADA法（障害をもつアメリカ人法）に基づくパラトランジットの運行で、あらかじめ電話で予約することで、障害者や老人は小型の乗合自動車のドア・ツー・ドアの移動サービスを朝6時から夕10時までの間（24時間運行のバス路線がある地区では24時間）、2ドル50セントで利用する事が出来る。
両サービス合計で520台のバスが使用され、週あたり11万人の旅客が利用している。
なお、デトロイト大都市圏では、デトロイト市を含む4つの郡が合同で設立した公共交通運営事業者 SMART によるバスが運行されていて、路線の多くはデトロイト市内に乗り入れている。デトロイト中心部とデトロイト・メトロポリタン空港を結ぶ路線バスを運行しているのも SMART である。
また、中心部にあるピープル・ムーバーはデトロイト市が保有するデトロイト交通公社が運営している。